# Helmuth von Maltzahn (Oberpräsident)

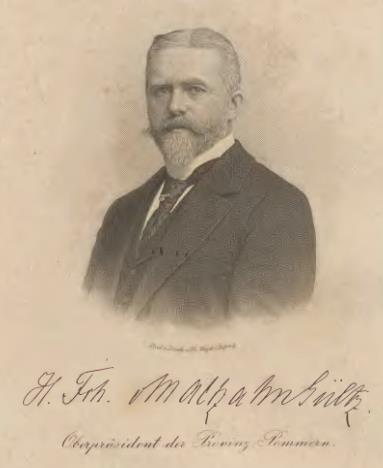
Helmut Freiherr von Maltzahn-Gültz, Oberpräsident von Pommern

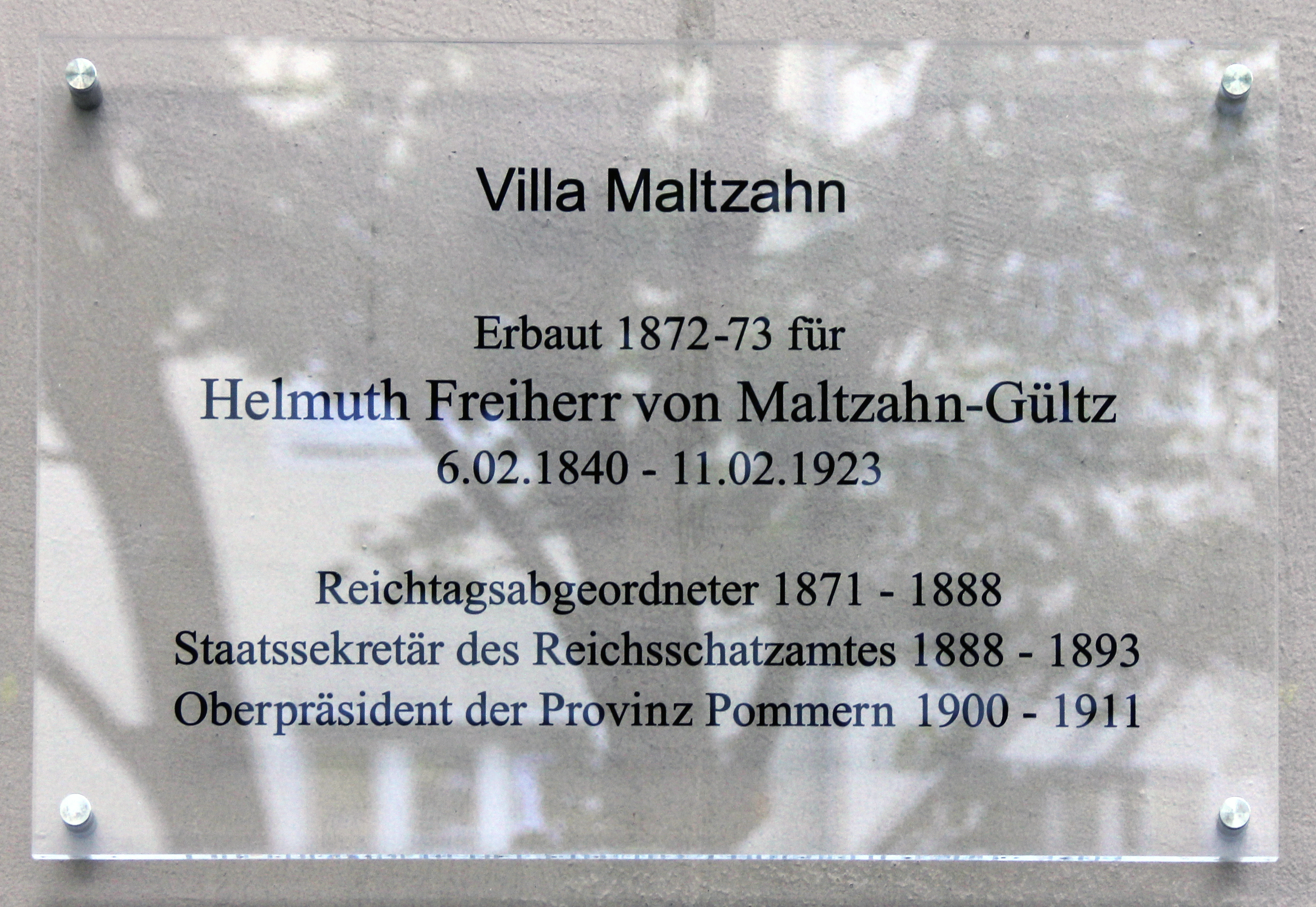
Gedenktafel am Haus, Derfflingerstraße 8, in Berlin-Tiergarten

Helmuth Freiherr von Maltzahn (* 6. Januar 1840 in Gültz, Kreis Demmin, Pommern; † 11. Februar 1923 in Gültz) war Oberpräsident der preußischen Provinz Pommern in Stettin und Reichstagsabgeordneter.

## Herkunft
Seine Eltern waren der Landrat und Rittergutsbesitzer Axel von Maltzahn (1808–1841) und dessen Ehefrau Auguste von Lützow-Boddin (* 9. Februar 1820; † 9. Mai 1891), eine Tochter des Mecklenburg-Schwerinschen Staatsministers Ludwig von Lützow.

## Leben und Werk
Helmuth Ludwig Wilhelm von Maltzahn studierte nach dem Abitur Rechtswissenschaften in Erlangen, Heidelberg (Mitglied des Corps Vandalia) und Berlin. Seine Berufslaufbahn begann er 1860 als Auskultator. 1861 wurde er Kammergerichtsreferendar, 1862 Regierungsreferendar in Koblenz, 1866 Regierungsassessor. 1867 schied er zur Bewirtschaftung seiner eigenen Güter aus dem Staatsdienst aus. In den Jahren 1868 bis 1872 ließ er mit Schloss Gültz ein klassizistisches Herrenhaus errichten.
An den Feldzügen von 1866 und 1870/71 nahm er als Kavallerieoffizier teil. 1871 wurde er als Angehöriger der Deutsch-Konservativen Partei Mitglied des Reichstags (MdR) für den Wahlkreis Anklam-Demmin und übernahm den Vorsitz des Haushaltsausschusses. Dem Reichstag gehörte er als Abgeordneter des Wahlkreises Stettin 1 (Demmin-Anklam) bis 1888 an.
Von 1888 bis 1893 war er Staatssekretär im Reichsschatzamt. Im Jahre 1900 schließlich übernahm er die Aufgaben eines Oberpräsidenten der Provinz Pommern in Stettin und übte dieses Amt bis 1911 aus. 1909 wurde er Erblandmarschall von Altvorpommern. Er unterstützte die Gründung der Historischen Kommission für Pommern in den Jahren 1910/1911 und war deren erster Vorsitzender.
Um 1914 besaß er das Rittergut Gültz mit 1100 ha, das Rittergut Schossow mit 579 ha sowie das Rittergut Werder mit 730 ha und Wodarg mit 924 ha, sämtlich im Kreis Demmin gelegen.
In seiner Dohrn-Biographie benennt Theodor Heuss ihn mit dem Kürzel „von Maltzahn-Gültz“.
Der Erblandmarschall war bereits als junger Mann 1862 an der Gründung des Von Maltzahn und von Maltzanschen Familienvereins aktiv beteiligt. Sein Enkel war der Luftwaffenoffizier Günther von Maltzahn.

## Familie
Er heiratete 1867 die in Annaburg gebürtigen Anna von Rohrscheidt (* 10. Oktober 1847; † 26. November 1913). Das Paar hatte mehrere Kinder:
- Axel (* 17. Februar 1868), königlich preußischer Rittmeister ⚭ 1898 Helene von Platen, auf Poggenhof (anteilig) (* 30. Januar 1879; † 13. Juni 1942)
- Agnes (* 30. April 1869) ⚭ 1887 August von Gadow (* 29. November 1861; † 1. November 1929)
- Helmuth (* 22. Dezember 1870; † 1. Juni 1959) ⚭ 1912 Freda von Arnim (* 22. August 1889; † 12. März 1963), Tochter von Hans von Arnim
- Elsbeth (* 24. Januar 1874) ⚭ Servaz von Gerlach (* 1. März 1868), Sohn von Friedrich von Gerlach
- Gerhard  (* 25. Juni 1877), königlich preußischer Rittmeister ⚭ Helene von Borcke (* 14. November 1884; † 31. August 1946)